# (9945) Karinaxavier
(9945) Karinaxavier – planetoida z pasa głównego asteroid okrążająca Słońce w ciągu 3 lat i 106 dni w średniej odległości 2,21 j.a. Została odkryta 21 maja 1990 roku w Obserwatorium Palomar przez Eleanor Helin. Nazwa planetoidy pochodzi od Kariny Xavier (ur. 1977), doktora literatury włoskiego renesansu. Przed nadaniem nazwy planetoida nosiła oznaczenie tymczasowe (9945) 1990 KX.